# Saint-Pargoire
Saint-Pargoire (okzitanisch Sant Pargòri) ist ein Ort und eine Gemeinde mit 2.438 Einwohnern (Stand 1. Januar 2022) im Süden Frankreichs im Département Hérault in der Region Okzitanien.

## Lage
Der zur Gruppe der südfranzösischen Runddörfer (Circulades) zählende Ort Saint-Pargoire liegt etwa 38 Kilometer nordöstlich von Béziers bzw. 33 Kilometer nordwestlich von Sète in einer Höhe von ca. 80 Metern ü. d. M. An der nördlichen Gemeindegrenze verläuft das Flüsschen Dardaillon.

## Bevölkerungsentwicklung
| Jahr      | 1968 | 1975 | 1982 | 1990 | 1999 | 2007 | 2017 |
| Einwohner | 1482 | 1243 | 1209 | 1252 | 1357 | 1738 | 2276 |

Im 19. Jahrhundert stieg die Zahl der Einwohner von etwa 1200 auf über 2000 Personen an. Die Reblauskrise im Weinbau und die Mechanisierung der Landwirtschaft führten seitdem zu einem kontinuierlichen Bevölkerungsrückgang bis auf die Tiefststände in den 1970er bis 1990er Jahren.

## Wirtschaft
Ein Großteil der landwirtschaftlichen Flächen ist seit Jahrhunderten dem Weinbau vorbehalten; produziert werden Weiß-, Rot- und Roséweine, die über die Appellationen Languedoc, Pays d’Hérault, Pays d’Oc und Vicomté d'Aumelas vermarktet werden. Daneben hat sich der Ort zu einem wichtigen regionalen Zentrum für Handwerk, Handel und Dienstleistungen entwickelt. Einige leerstehende Häuser sind zu Ferienwohnungen (gîtes) umgewandelt worden.

## Geschichte
Der Ort entstand im 9. oder 10. Jahrhundert auf einer leichten Anhöhe in der Umgebung einer Burg. Die Abtei von Saint-Guilhem-le-Désert übte lange Zeit die Grundherrschaft aus.

## Sehenswürdigkeiten
- Der mittelalterliche Ortskern gehört zur Gruppe der Circulades.
- Das protestantische Gotteshaus (temple) ist ein einfacher Bau in klassischen Stilformen.
- Die katholische Pfarrkirche Saint-Pargoire ist ein von zahlreichen Strebepfeilern stabilisiertes und gegliedertes gotisches Bauwerk aus dem 13./14. Jahrhundert. Der oben in einen Spitzhelm auslaufende Westturm ruht auf einer seitlich offenen, rippengewölbten Vorhalle; das nicht von seitlichen Säulen gerahmte Portalgewände zeigt einfache gotische Profile. Kirchenschiff und Querhaus sind – ebenso wie die eingezogene Apsis – rippengewölbt; schmale Wandvorlagen nehmen optisch die Last des Gewölbes auf. Die Kirche wurde bereits im Jahre 1862 als Monument historique anerkannt.[1]

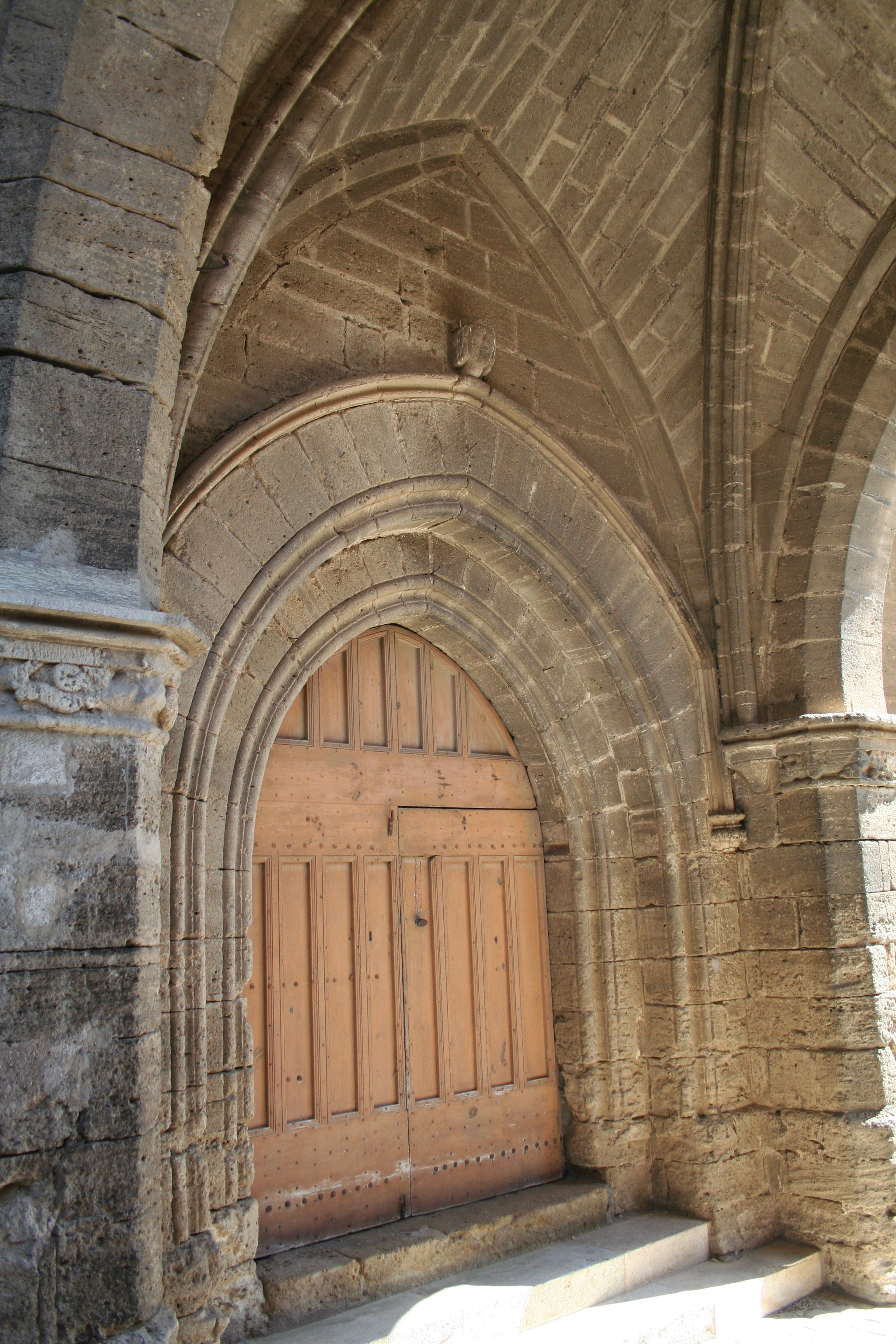
Vorhalle und Portal
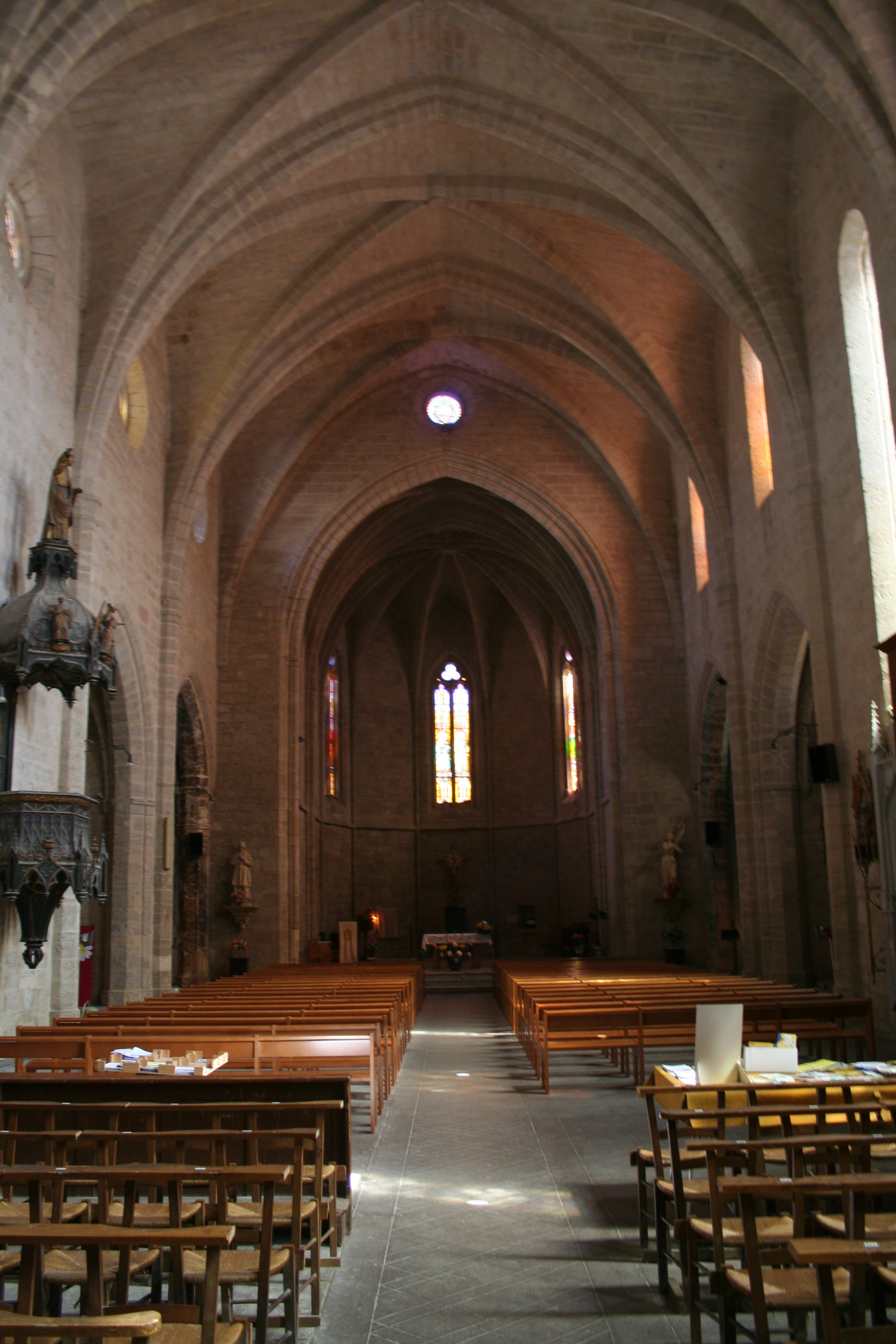
Kirchenschiff

## Persönlichkeiten
- Franz Jehan Leenhardt (1902–1990), evangelischer Geistlicher und Hochschullehrer